# Diecéze Chioggia
Diecéze Chioggia (latinsky Dioecesis Clodiensis) je římskokatolická diecéze v italské oblasti Benátsko, která tvoří součást Církevní oblasti Triveneto. Je sufragánní vůči benátskému patriarchátu.

## Stručná historie
Diecéze v této oblasti vznikla v sídle Malamocco (lat. Metamaucum), jako dočasné dídlo biskupů padovských. Biskupové v Malamoccu byli nejprve podřízeni padovským bis,upům, ale v 9. století se diecéze osamostatnila a stala se sufragánní vůči patriarchátu v Gradu. V roce 1100 bylo sídlo biskupů přeneseno do lokality Chioggia, protože Malamocco v důsledku přírodních katastrof upadlo. Po zrušení gradského patriarchátu v roce 1451 se diiecéze stala součástí provincie Benátského patriarchátu.